# Quinto Quintieri
Quinto Quintieri (Sorrento, 12 agosto 1894 – Ginevra, 23 dicembre 1968) è stato un politico italiano.

## Biografia
Liberale, fu il primo ministro delle finanze (all'epoca includente il tesoro) dell'Italia liberata (nel secondo governo Badoglio), poi deputato alla Costituente  (1944-1948). Fondò "Il Giornale" nel 1944, quotidiano che chiuse nel 1957. Fu vicepresidente della Confindustria dal 1949. Presidente dell'unione degli industriali dei sei paesi dell'unione Carbo-Siderurgica. Seguì per la parte industriale tutti i principali negoziati economici degli anni Cinquanta. Fu presidente della Banca di Calabria, e Cavaliere del Lavoro nel 1952. Morì a Ginevra nel 1968 all'età di 74 anni.